# 觸口自然教育中心

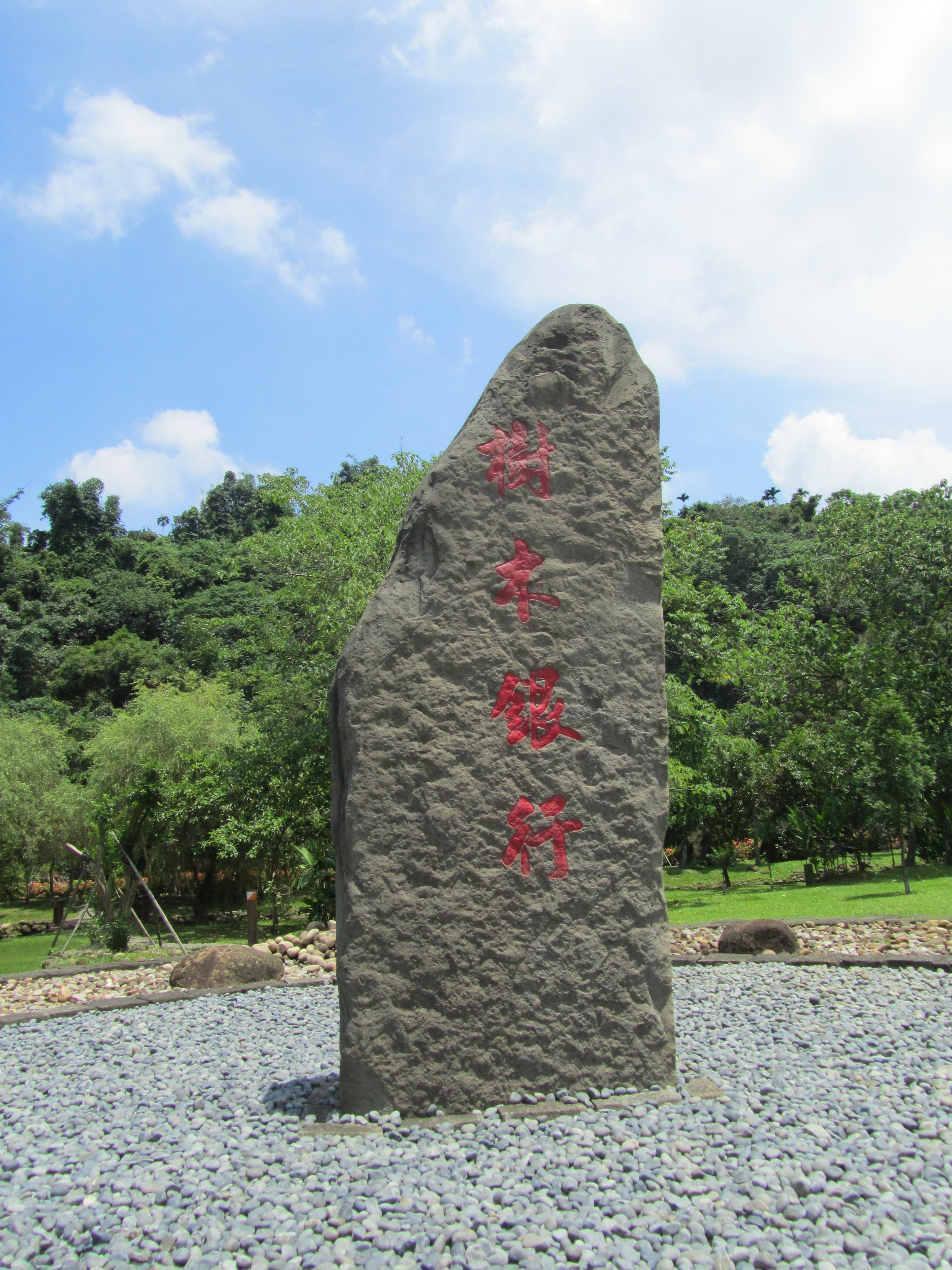
觸口自然教育中心

觸口自然教育中心為中華民國農業部林業及自然保育署嘉義分署觸口工作站設立的自然教育中心，2009年7月18日開幕，位於嘉義縣番路鄉觸口村。

## 歷史
林務局為因應環境教育發展趨勢，提供優質的學習環境與戶外遊憩體驗，2007年開始於旗下各林區管理處陸續成立自然教育中心，以期達成教育、研究、保育、文化、遊憩等多功能目標的環境教育專業設施。海拔高度約193公尺，東側為阿里山山脈，南側為八掌溪河谷，北側為觸口斷層帶，面積8.5公頃土地，以及協調園區北側區外保安林承租林農租地收回約1.5公頃土地，合計約10公頃用地。
觸口自然教育中心為林務局所設立的第六個自然教育中心，並於2012年通過行政院環保署的環境教育設施場所認證。

## 中心特色
- 教育宗旨：師法自然，快樂學習。
- 豐富之動植物資源：觸口栽植百餘種中、低海拔綠美化樹種，並以生態工法導引終年不竭之山澗溪水流經園區，採用地景變化塑造多樣的微棲地環境，吸引野生動物棲息。
- 擴大之場域：觸口本身為具有廣大環境教育戶外場域之設施場所，嘉義林區管理處於2009年7月向台灣糖業公司承租東側4.5公頃土地，以分期施工方式建立多項環境教育設施。

- 南區樹木銀行：行政院農業委員會林務局為保護珍貴老樹，及特殊、稀有或具有保存意義之樹木，並安置因公共工程施工作業而須暫時移植遷置之樹木設置樹木銀行，並訂定《行政院農業委員會林務局樹木銀行設置及作業實施計畫》。依實際移植遷置之需，分為北、中、南、東四區隸屬林務局。各區樹木銀行並分別委由羅東林區管理處、東勢林區管理處、嘉義林區管理處、臺東林區管理處等統籌辦理。嘉義林管處樹木銀行於2004年7月1日設置，面積2公頃，負責區域為雲林縣、嘉義縣市、台南市、高雄縣市及屏東縣，並依樹木移入之目的，劃定「永久移植區」及「假植區」。

## 中心設施
教育中心包含兩棟主建築：觸口工作站（大木屋）、觸口自然教育中心（綠意館）以及廣大的樹木銀行及其中的各樣設施。
大木屋是一棟由純木建構的建築物，特點是冬暖夏涼。整棟共兩層樓，二樓作為觸口工作站的辦公室以及防火倉庫使用，而二樓為多媒體放映室及會議室。假日會定時撥映生態相關影片。木構造的觸口工作站是解說的好題材，二樓會議室也是目前本中心教學時主要運用之室內空間，可提供研習教室、DIY教室、多媒體影片播放室等多功能使用。
綠意館(Green-Eco house)已獲得綠化量、日常節能、二氧化碳減量、廢棄物減量、水資源、污水垃圾改善六項指標之黃金級綠建築標章，目前進行以樹木觀察為主題之內裝工程，於民國101年7月21日啟用，另已於民國105年1月13日展延其綠建築標章證書，是中心綠建築課程最佳題材。
其他設施包括：
- 防火瞭望台：園區內仿建之傳統防火瞭望台，除可供休憩、賞景外，亦具有保存林業文化的意義，可作為環境教育解說之題材。
- 生態水道：在園區內採用了生態工法，營造出兩條生態水道，皆引自附近山溝的水源，最終河水流入了園區內的生態池；生態水道的建設具有增加生物的微棲地、調節園區內的微氣候及美化園區環境等等的功能。而生態水道也盡量採用不破壞既有生態的施工方法，並且設置了許多孔隙能供生物躲藏，營造出豐富的生態資源。
- 生態池：採生態工法建造，種植台灣萍蓬草、台灣水龍、燈心草等多種水生植物，並定期清除雜草，保持各種水生植群的穩定，期以營造接近自然的棲地景觀，以吸引鄰近野生動物前來棲息。
- 池畔走廊：位於生態池邊，設有休憩座椅二處，除可觀察生態池之動植物生態外，亦是戶外上課、休憩之處所。
- 保安林地步道：位於園區北側，常見多種鳥類、昆蟲、蛙類與爬蟲類穿梭其中，提供教育、遊憩與生態觀察之處所。
- 定向運動設施：已於園區內設置30支定向樁、解說牌及印製解說摺頁等相關器材及資料，是推展生態旅遊及多樣性自然體驗活動的好場域。

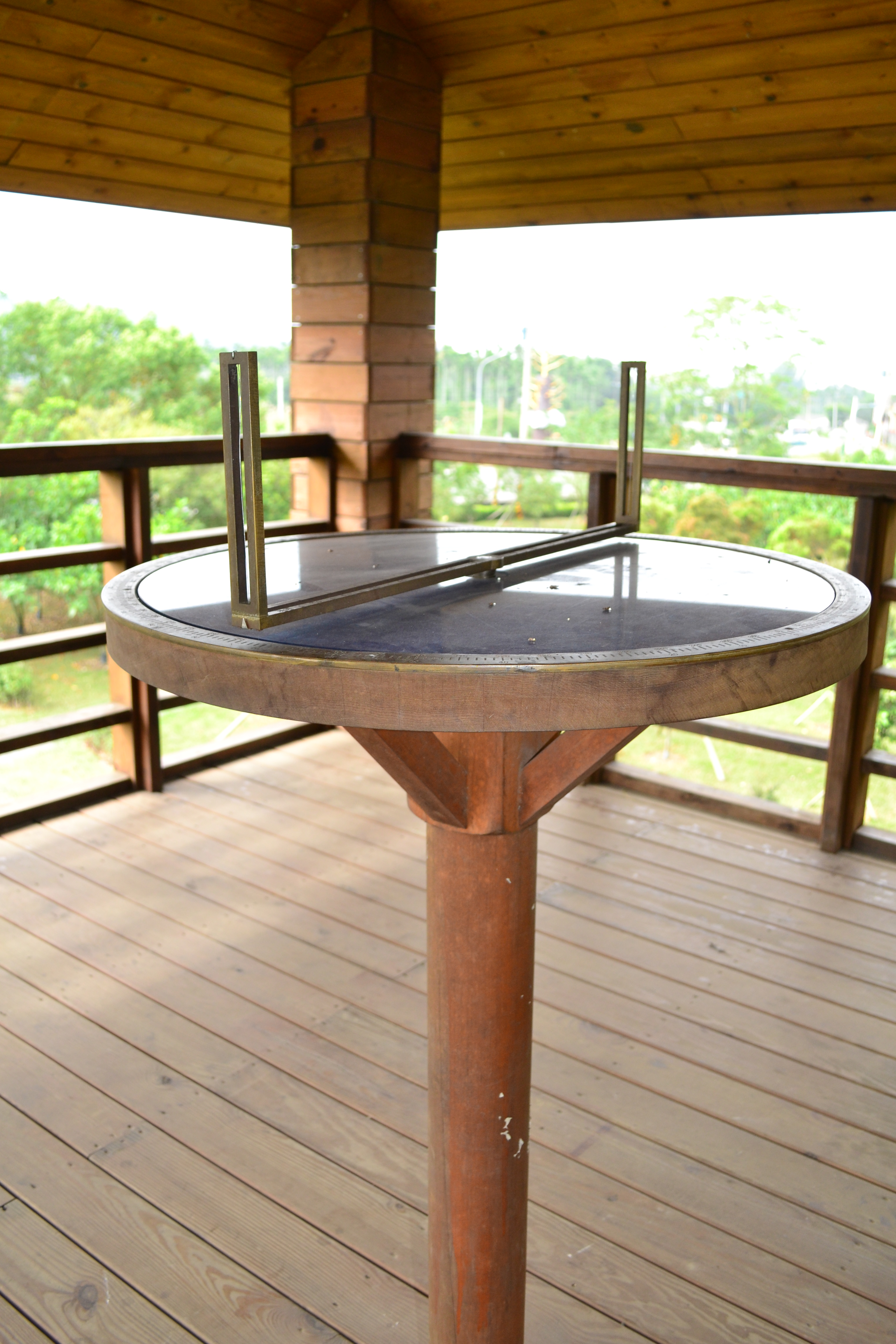
「防火瞭望台」
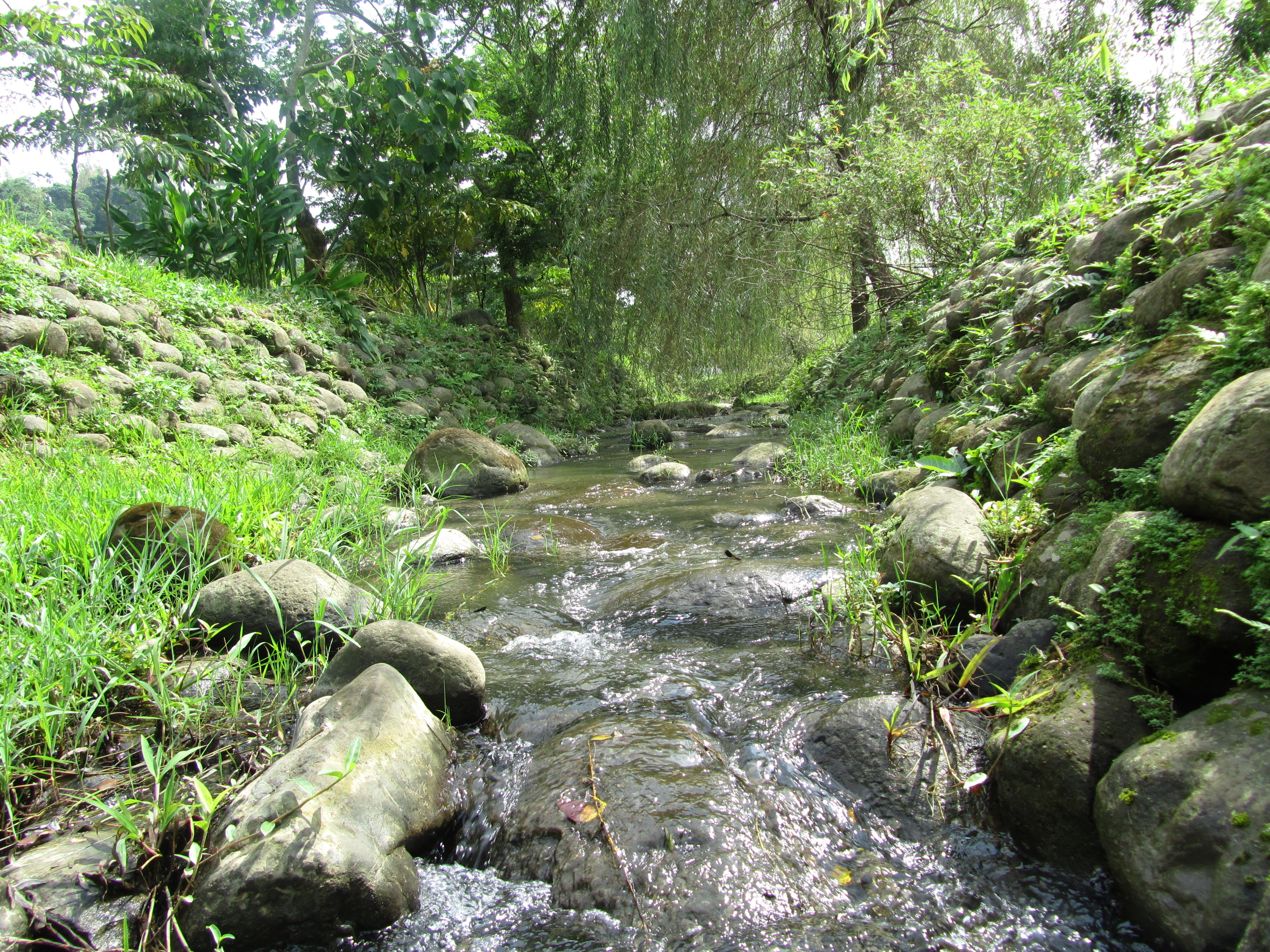
「生態水道」
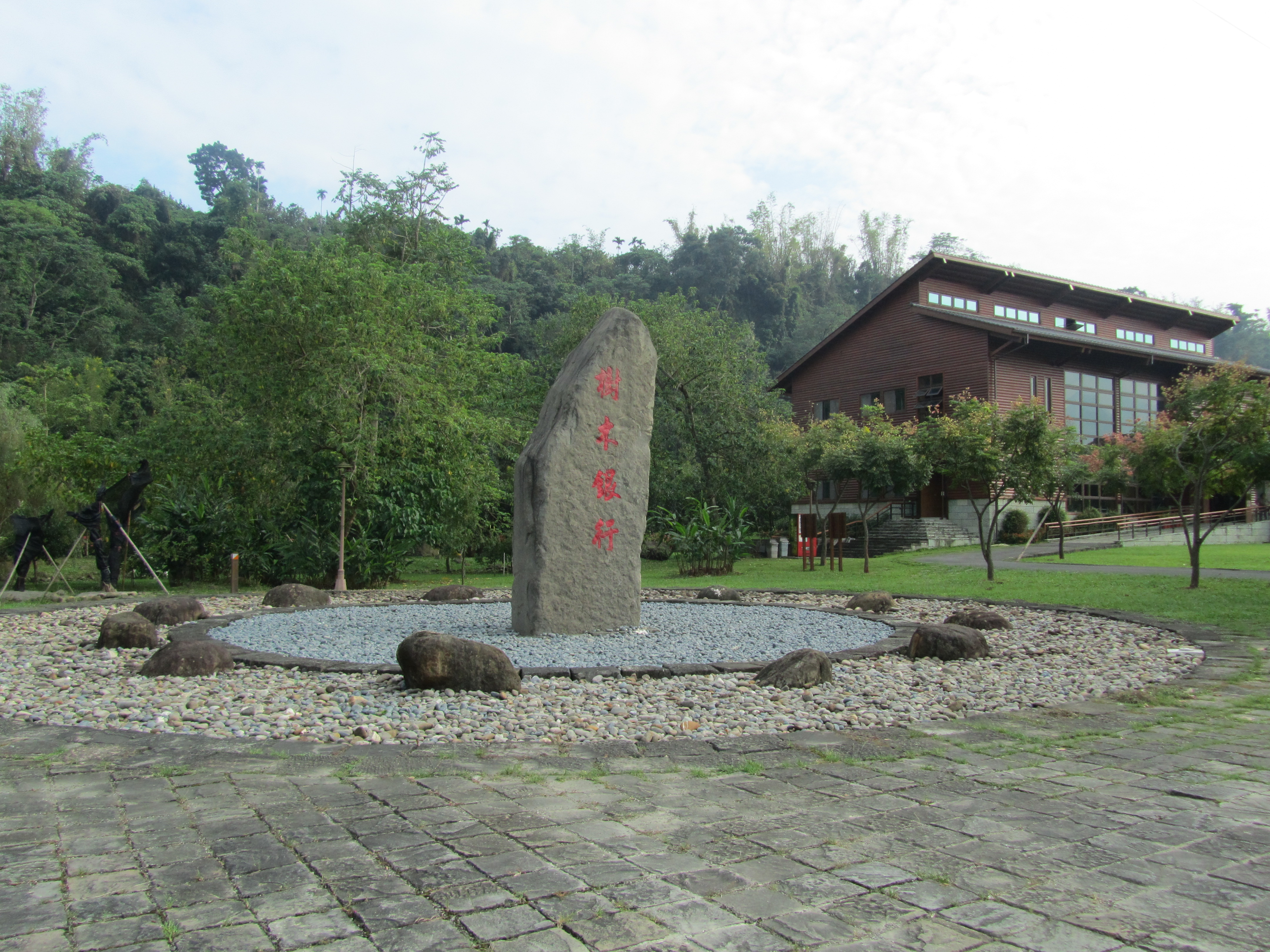
「南區樹木銀行」
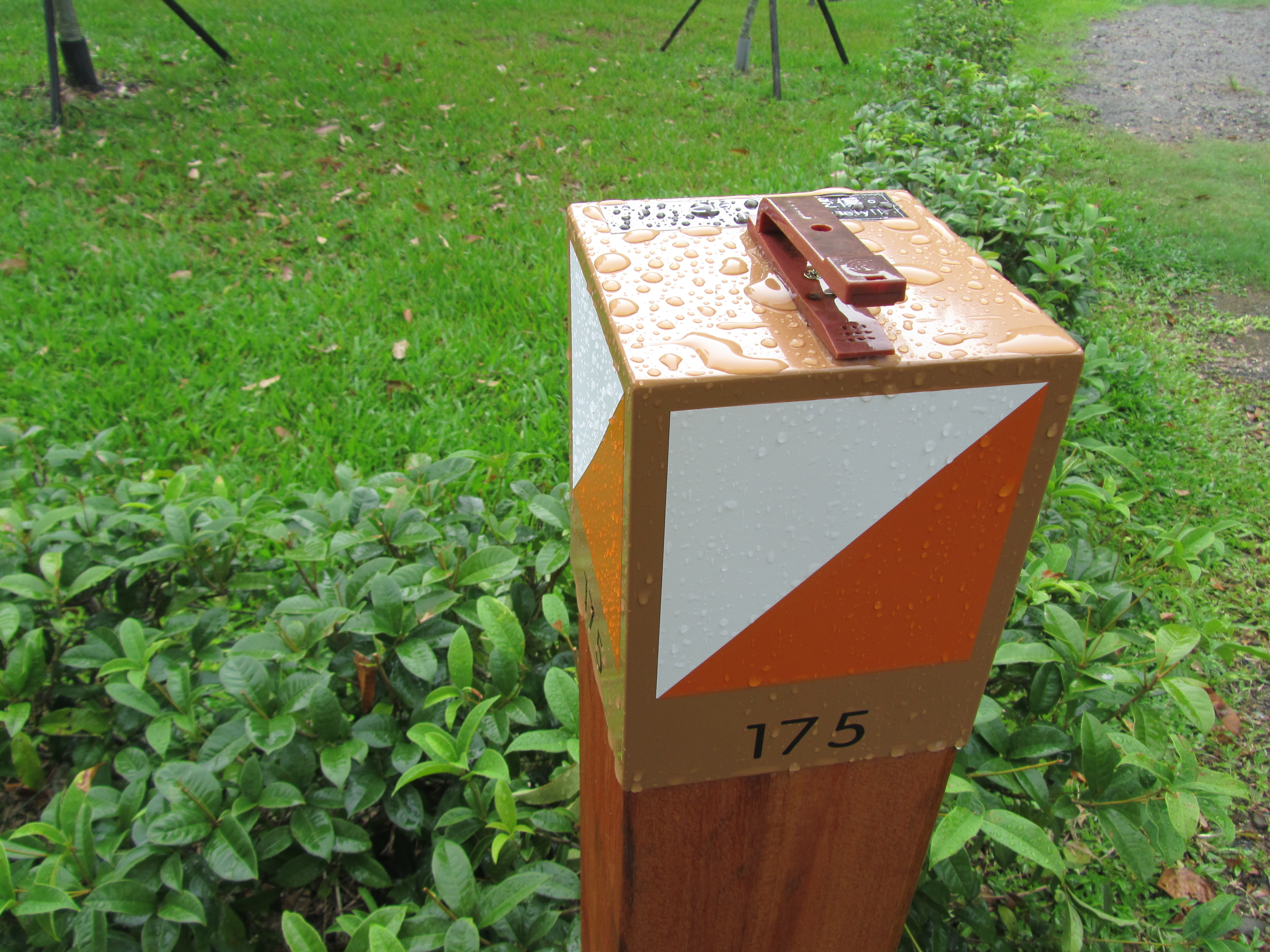
「定向運動」

## 交通與地理位置
觸口自然教育中心是進入大阿里山區遊程必經之處，距離嘉義市僅約20分鐘車程。交通方便，屬於易達性較高的自然教育中心。其所在地址為：嘉義縣番路鄉新福村1鄰五虎寮18號。

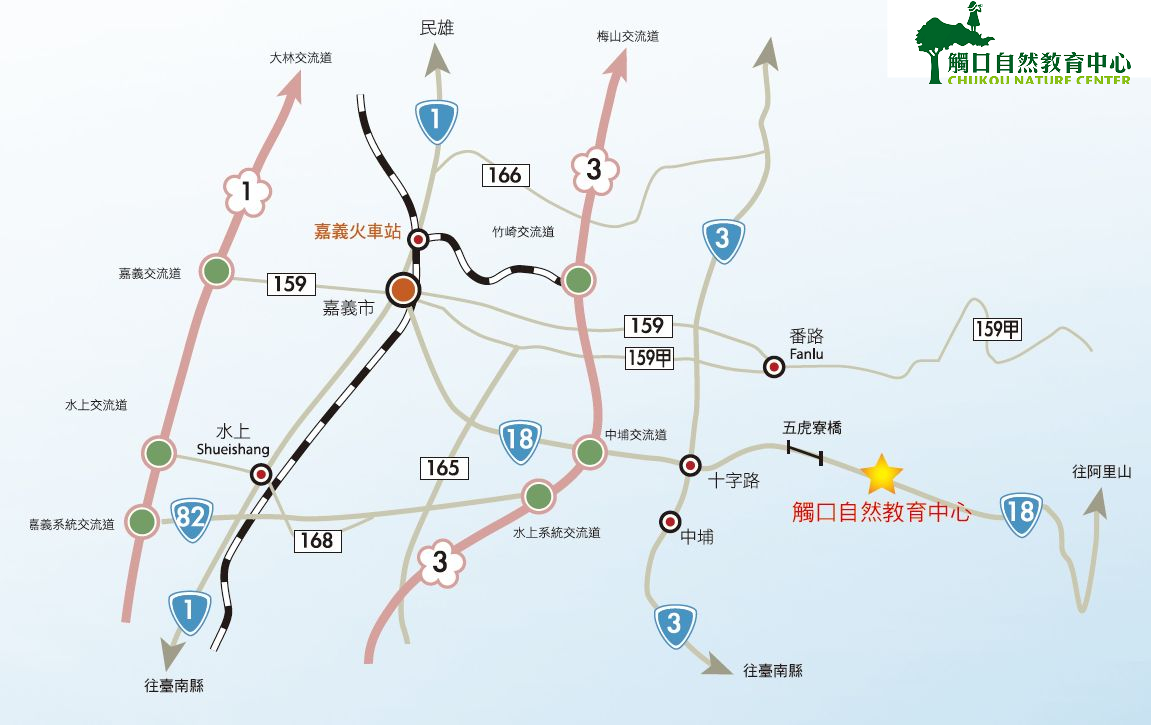
觸口自然教育中心位置圖
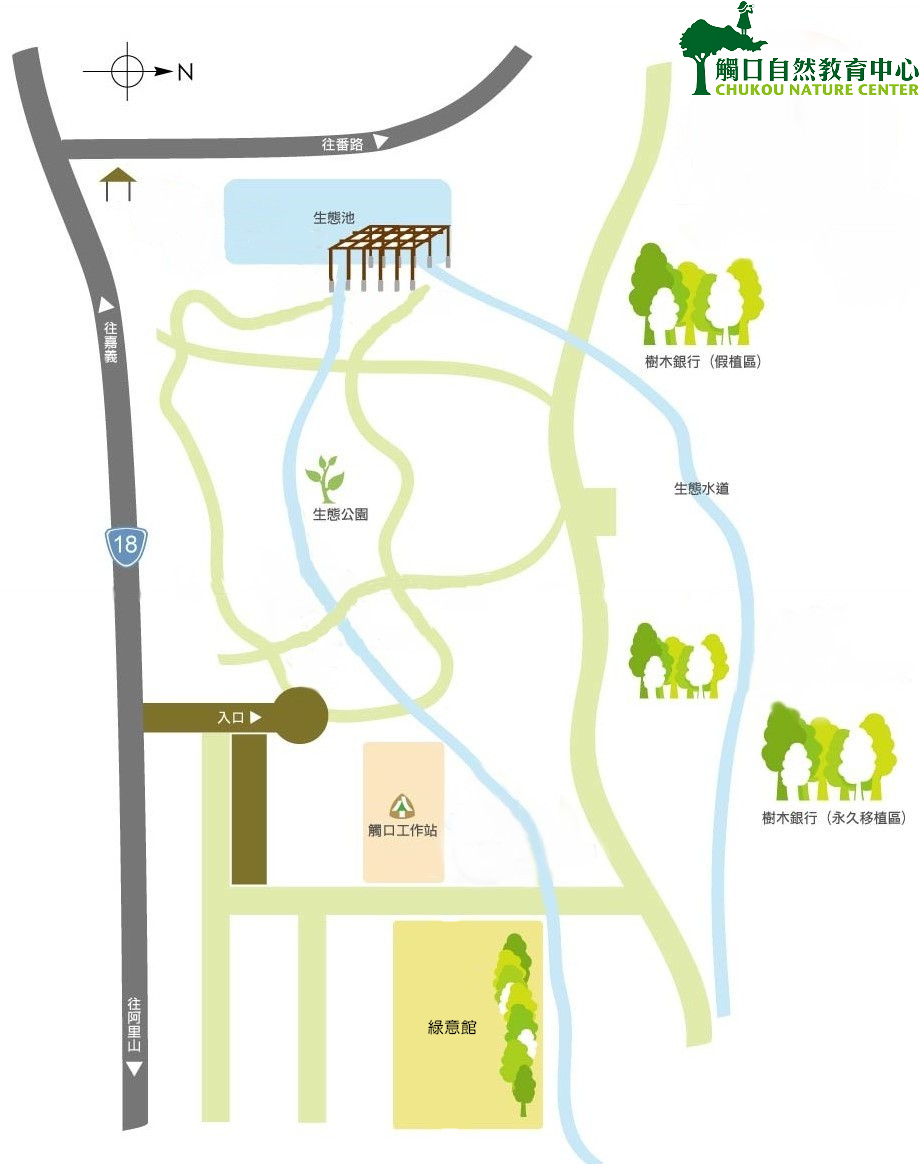
觸口園區地圖

## 外部連結
- 中華民國行政院農委會-山林悠遊網 （页面存档备份，存于）
- 觸口自然教育中心介紹影片
- 中華民國行政院農委會 （页面存档备份，存于）
- 中華民國嘉義林區管理處 （页面存档备份，存于）
- 觸口自然教育中心-FaceBook臉書專頁 （页面存档备份，存于）